# 無名小站
無名小站（英語：wretch）是台灣一個已終止的社交服務網站。前身是使用台灣學術網路的校園電子佈告欄系統之一，成立於1999年，主要創設者為當時就讀國立交通大學資訊工程學系的簡志宇。2003年起增添網路相簿、網誌、留言板等服務。2004年會員數達20萬人。2005年正式設立「無名小站股份有限公司」，商業網址取名wretch。2006年底宣佈併入Yahoo!奇摩，並在2007年起成為Yahoo!奇摩旗下的社交網路服務之一。Yahoo!奇摩2013年8月宣佈關閉部落格服务，無名小站亦同時關閉。

## 歷史

### 學術網路時期

#### 成立BBS站
無名小站BBS創始於1999年由國立交通大學資訊工程學系學生簡志宇利用交通大學的校內頻寬與資訊工程學系的機器所架設，以「申請即通過」的手法，吸引想要擁有個人版面的使用者註冊。

#### 相簿及網誌服務
2003年，推出網路相簿、網誌、留言板功能，只要是該BBS站的註冊會員，都能擁有這些服務；但是若超過三個月未有登入BBS站的記錄，即被取消帳號，同時網路相簿等服務亦被收回。因為當時無名小站提供的網路服務幾近毫無限制，並且設置於學術網路之時便開始接受商業廣告，引起系上對無名小站的不滿與外界對其使用學術網路牟利的質疑。
而在BBS上，相應的客服板面也跟著成立，皆以數字0為開頭。除原本的站務板0Sysop外，新增了0Album（相簿客服）、0VIP（VIP會員客服）、0Blog（網誌客服）三個板。除站務人員以外，一般會員亦可擔任板主來管理板面，及回答問題。原本各個站務人員都可做為客服發言，後經會員反映於2006年10月18日起統一由bbsFAQ帳號發言。
2004年5月12日，BBS系統站長改由小光（林弘全）接任。

### 商業化時期
2004年11月，無名小站的會員已經達20萬人之多。在逐漸失去學校內部支持，以及流量過大造成系統當機五天之後，2005年3月，無名小站決定正式脫離TANet（台灣學術網路），朝商業模式運作，移出交通大學，成立「無名小站股份有限公司」，並在「甲伯伯」賈文中的資助以及推廣付費會員下繼續維持營運。
為了方便不常使用BBS的使用者，後來開放了網頁版的客戶服務論壇，稱為「哈啦無名小站」。除客服板外，尚有聊天、電影、愛情、娛樂等其他主題的板面，而BBS上的客服板仍繼續存在。
論壇上的客服區原本可由一般會員回答問題，但站方為了提升回答的速度與品質，於2006年12月1日開始禁止一般會員回答問題：僅能提問，並由客服人員回答問題。

#### 與Yahoo!奇摩合併
2006年12月14日，無名小站表示，由於網路頻寬不足等因素，與Yahoo!奇摩合併，以便使會員享受更良好的服務品質。無名小站目前暫時仍是獨立運作。行政院公平交易委員會在2007年3月29日做出「不禁止其結合」的決議。
2007年4月14日，無名小站分離原本已經整合兩年多的BBS與Web帳號系統，0Blog、0Album、0VIP這三個客服板面因此決定關閉，0Sysop也將只回答BBS相關問題，網誌、相簿、VIP之客服只剩下web版本。而後web版本也在無名小站與Yahoo!奇摩的帳號合併中關閉，改以「Yahoo!奇摩服務中心」繼續提供客戶服務。
2007年9月3日，無名小站與Yahoo!奇摩開始正式合併帳號，但一個Yahoo!奇摩帳號只能對應一個無名小站帳號，擁有多個無名小站帳號的使用者必須再自行申請多個Yahoo!奇摩才能一一整合。這波整合持續到10月1日為止，屆時登入將會要求整合才能使用各項服務，也因此遭致很多網友批評無名小站根本不無名反而應該改名成有名大站。

#### BBS站關閉
2008年5月31日，無名小站將BBS部分捐贈給交通大學資訊工程學系，新名字尚未決定，暫名“null”，搬遷公告中提及IP為140.113.17.239。在5月29日23:59之前沒有進站選擇同意將資料轉移的使用者，其資料將被刪除；5月2日之後註冊的使用者將一律轉移資料。
同屬交通大學資訊工程學系的BS2 BBS站開放使用者申請將無名小站BBS中的資料匯入，原定5月31日公開匯入介面，但因為資料量龐大影響BS2開站時間，決定先行開站，將匯入開始申請的時間延後，並於6月2日開放匯入申請。
2008年9月，為了因應微網誌熱潮，於對所有會員開放名為「嘀咕」的微網誌功能。

#### 網站關閉
2013年8月30日，雅虎奇摩宣布同年9月2日起提供使用者打包並下載網誌、相簿等資料，並於同年12月26日終止服務。

## 服務項目
無名小站有網誌、相簿、留言板、影片分享、揪團等服務，每個會員還會得到一頁可以填寫個人介紹的「名片」，以及名為「嘀咕」的微網誌功能。這些服務除了免費會員外，亦提供銀卡、金卡和超級金卡三種付費VIP會員，可使相簿、網誌、留言板的廣告消失、空間與回應、留言、好友名單上限加大。

## 爭議
- 無名小站的商業化在網路社群中引起不小的爭議。[9]有人認為無名小站從學術網路到商業化的過程中有瑕疵，亦有人對無名小站的站長群與幕後大股東的誠信與經營模式提出相當大的疑問。[來源請求]
- 由於無名小站在被Yahoo!奇摩併購之前，不斷指稱該站可能被併購之事為不實報導，在購併後，又將之前承諾白金會員的優先認股權，改成只能從一年期金卡VIP、個人網誌出版、現金500元三項方案中，選擇一種做為補償，然而同樣擁有所謂「優先認股權」的和信集團，卻可擁有高達上億元的補償。無名小站對待白金會員的態度，與在新聞媒體上前後不一的發言，引起白金會員強烈不滿，質疑無名小站經營層沒有誠信可言。[10]
- 2006年10月，強行更換USER（個人名片功能）置入新的個人入口首頁MYPAGE，引發知名部落客抗議，經網友串聯抗議後改為兩者同時並存（MYPAGE服務已於2009年5月26日下架）。
- 2006年11月，無名小站對同行痞客邦PIXNET大量存取聲稱相互測試一下對方的服務品質是否夠好。[11]
- 2006年12月，無名小站當機將近兩周，兩百多萬名免費會員無法正常瀏覽照片或上傳照片，僅付費制的會員部落格未受影響。
- 2006年12月21日，朱學恆在其部落格批評無名小站：「創新創業不能不擇手段，創新創業必須Do No Evil才值得鼓勵，以無名小站今年以來的種種紛爭看來，這一堂課鐵定是次負面教材，交大、教育部、教育資源網路的純淨性全部重傷，只有幾個人在全面皆傷的狀況下，自己賺到錢。」[12]
- 2007年1月8日，民主進步黨立法委員湯火聖在立法院召開記者會，指稱無名小站利用免費的學術網路建立資料庫，卻將其作為私人財產，於雅虎併購後一併售出，在商業上是不道德的行為。[13]
- 2007年7月，無名小站片面要求300萬會員更改密碼，許多網友揚言抵制。
- 2007年9月，民眾向無名小站購買金卡會員30日的服務，卻收到署名給「陪妓？」的發票。[14]
- 2008年2月，誰來我家功能隱私權引發爭議。
- 2009年5月，無名部分服務退役，終止八項服務，其中以網誌備份XML下載引發部落客抗議，並於6月恢復網誌備份XML下載。
- 2013年4月，部份臺灣媒體報導雅虎奇摩可能出售或關閉無名小站，台灣雅虎公司鄭重否認，指營運一切正常。[15][16]然而8月時，官方正式宣布於12月底全面關閉部落格。

## 重大事件
- 2007年2月11日，無名小站的代理伺服器設定出現交通大學的IP[17]；無名小站宣稱該代理伺服器是Open Proxy，並強調沒有使用學術網路圖利。同年2月14日，交通大學主任秘書郭仁財表示，該代理伺服器因為老舊、不易管理，遭到國外駭客植入程式，成為攻擊別人站台的跳板。雙方說法不一。[18]
- 2007年4月14日凌晨，無名小站所有原本上鎖的相簿都變成可自由點閱。PTT的「八卦版」與「恨版」有數百名網友留言表示，那些上鎖的相簿「明明有鎖密碼跟有使用群組才能看，現在居然都能點進去了。」該日10時50分，無名小站發佈公告：「最近因為相簿流量大漲，我們在做一些增進效能的改善計劃。今天清晨短暫時間中，相簿系統有些問題，不過我們已經迅速處理完成。」[19]
- 2007年7月16日前後，無名小站被中國大陸GFW屏蔽，域名www.wretch.cc亦被列入關鍵字黑名單。可以臨時用IP地址 http://203.188.204.86/[永久] 打開，但無法看到任何圖片。
- 2008年3月31日，除了網誌描述及側邊欄，無名小站禁止所有欄位使用JavaScript，並限制HTML中<embed>內嵌影片語法的使用，以審檢方式審核網址。
- 2008年7月，新版CSS規範上線，新增導覽列。
- 2008年10月14日，全面禁用JavaScript語法，並於10月30日改為開放部分網域下的JavaScript內嵌使用，亦以審檢方式審核網址。
- 2013年8月30日，雅虎宣布，在2013年12月26日終止Yahoo!奇摩無名小站服務。[20]
- 2013年12月26日，無名小站正式終止服務。

## 延伸閱讀
| 出版日期       | 書名                               | 作者                 | 出版社       | ISBN            | 說明 |
| -------------- | ---------------------------------- | -------------------- | ------------ | --------------- | --- |
| 2006年4月13日  | 《愛上我的無名小站》               | 無名小站             | 紅色文化     | ISBN 9867440803 | 此書由無名小站邀請站友無償撰稿，內容包含無名小站的歷史，以及CSS教學，尚有網誌、相簿等的基本操作介紹。         |
| 2006年6月22日  | 《Blog超有型、酷裝潢》             | MLChen、minute man等 | 旗標         | ISBN 9574423743 | 由無名小站會員fish7515、MLChen、gigibaba共寫的書。 內有無名小站與樂多網誌的樣式佈置教學，以及網誌寵物等介紹。 |
| 2005年11月30日 | 《可不可以不要上班－彎彎塗鴉日記》 | 彎彎                 | 自轉星球文化 | ISBN 957287473X | 由無名小站會員彎彎所畫的有趣漫畫集。                                                                          |